# 소말리아문둥이박쥐
소말리아문둥이박쥐(Neoromicia somalica)는 애기박쥐과에 속하는 박쥐의 일종이다. 베넹과 보츠와나, 부르키나 파소, 카메룬, 중앙아프리카공화국, 차드, 콩고공화국, 콩고민주공화국, 코트디부아르, 에리트레아, 에티오피아, 가나, 기니, 기니비사우, 케냐, 라이베리아, 말라위, 나미비아, 나이지리아, 르완다, 세네갈, 시에라리온, 소말리아, 수단, 탄자니아, 토고, 우간다 그리고 짐바브웨에서 발견된다. 자연 서식지는 건조 사바나와 습윤 사바나 지역이다.